# Ordre de bataille de la bataille de Trafalgar

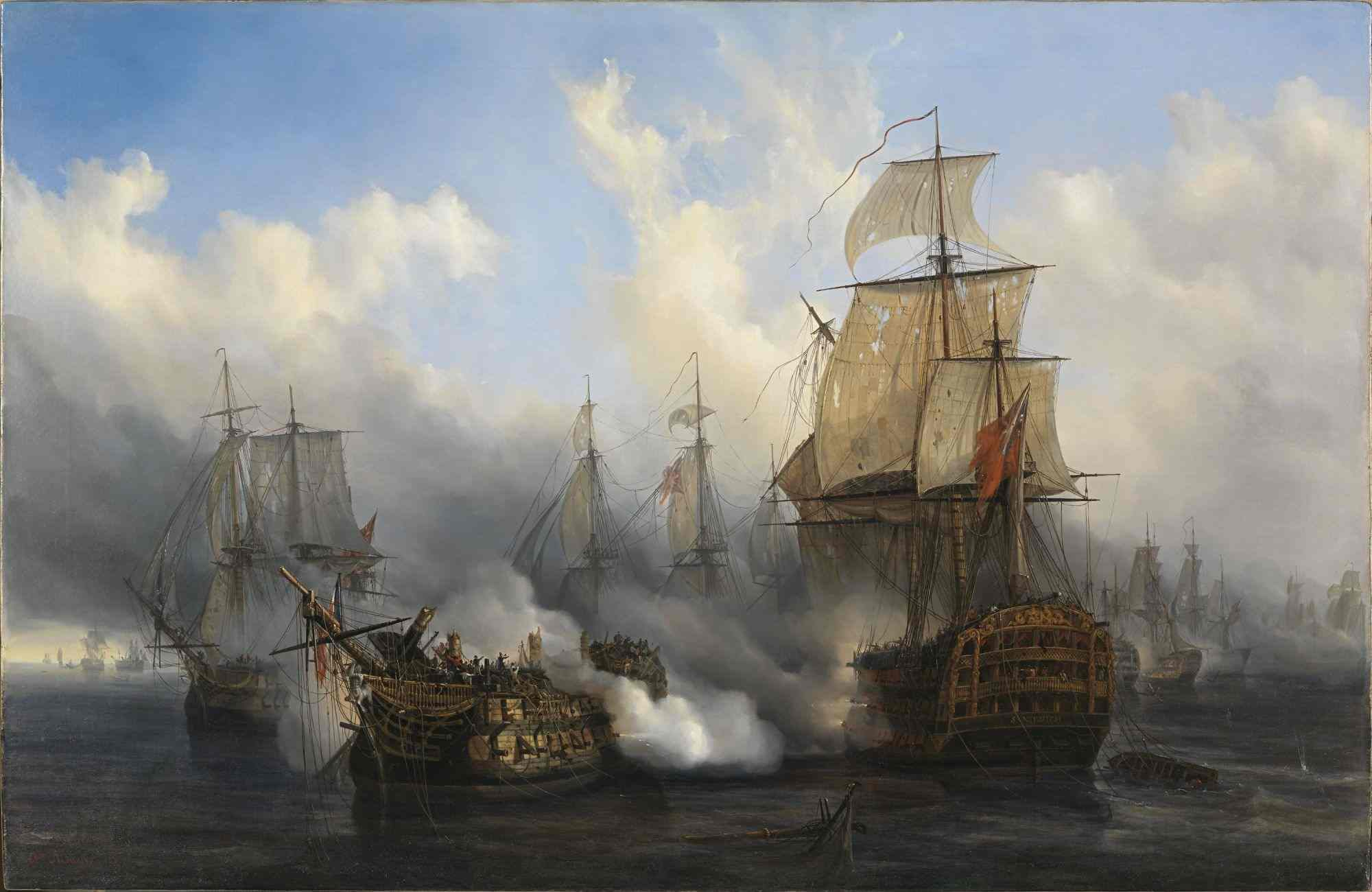
Le Bucentaure à Trafalgar, tableau d'Auguste Mayer de 1836.

Les deux colonnes britanniques (en rouge) cassent la colonne franco-espagnole (en bleu) à angle droit.

Pour un article plus général, voir Bataille de Trafalgar.
L'ordre de bataille de la bataille de Trafalgar fournit l'organisation des deux flottes de cette bataille navale, qui oppose le 29 vendémiaire an XIV (21 octobre 1805) la flotte franco-espagnole, sous les ordres du vice-amiral Pierre Charles Silvestre de Villeneuve, à la flotte britannique, commandée par le vice-amiral Horatio Nelson.

## Ordre de bataille
L'obèle (†) désigne une mort au combat ou des suites de celui-ci.

### Britanniques
| Navire               | Canons          | Capitaine                                        | Morts            | Blessés         |
| Colonne au vent      | Colonne au vent | Colonne au vent                                  | Colonne au vent  | Colonne au vent |
| -------------------- | --------------- | ------------------------------------------------ | ---------------- | --------------- |
| Victory              | 110             | Vice-amiral Lord Nelson † Thomas Masterman Hardy | 57 (dont Nelson) | 102             |
| Temeraire            | 108             | Eliab Harvey                                     | 47               | 76              |
| Neptune              | 108             | Thomas Francis Fremantle                         | 10               | 34              |
| Leviathan            | 82              | Henry William Bayntun                            | 4                | 22              |
| Conqueror            | 82              | Israel Pellew                                    | 3                | 9               |
| Britannia            | 110             | Contre-amiral William Carnegie Charles Bullen    | 10               | 42              |
| Spartiate            | 82              | Sir Francis Laforey                              | 3                | 20              |
| Minotaur             | 82              | Charles John Moore Mansfield                     | 3                | 22              |
| Ajax                 | 82              | Lieutenant John Pilfold (en) (acting captain)    | 2                | 9               |
| Agamemnon            | 72              | Sir Edward Berry                                 | 2                | 8               |
| Orion                | 82              | Edward Codrington                                | 1                | 23              |
| Africa               | 72              | Henry Digby                                      | 18               | 44              |
| Colonne sous le vent |                 |                                                  |                  |                 |
| Royal Sovereign      | 110             | Vice-amiral Cuthbert Collingwood Edward Rotheram | 47               | 94              |
| Belleisle            | 82              | William Hargood                                  | 33               | 93              |
| HMS Mars             | 82              | George Duff †                                    | 29               | 69              |
| Tonnant              | 80              | Charles Tyler †                                  | 26               | 50              |
| Bellerophon          | 82              | John Cooke                                       | 27               | 133             |
| Colossus             | 82              | James Nicoll Morris (en)                         | 40               | 160             |
| Achille              | 82              | Richard King                                     | 13               | 59              |
| HMS Defence          | 82              | George Johnstone Hope                            | 7                | 29              |
| Defiance             | 82              | Philip Charles Durham                            | 17               | 53              |
| Prince               | 108             | Richard Grindall (en)                            |                  |                 |
| Dreadnought          | 108             | John Conn (en)                                   | 7                | 26              |
| Revenge              | 82              | Robert Moorsom (en)                              | 28               | 51              |
| Swiftsure            | 82              | William Gordon Rutherfurd (en)                   | 9                | 8               |
| Thunderer            | 82              | Lieutenant John Stockham (en) (acting captain)   | 4                | 12              |
| HMS Polyphemus       | 72              | Robert Redmill (en)                              | 2                | 4               |

#### Flotte attachée
| Bateau        | Classe   | Canons | Capitaine                                 |
| ------------- | -------- | ------ | ----------------------------------------- |
| Euryalus      | Frégate  | 36     | Hon. Henry Blackwood                      |
| Naiad (en)    | Frégate  | 10     | Thomas Dundas (en)                        |
| Phoebe        | Frégate  | 36     | Hon. Thomas Bladen Capel (en)             |
| Sirius        | Frégate  | 36     | William Prowse (en)                       |
| Pickle        | Goélette | 10     | Lieutenant John Richards Lapenotière (en) |
| Entreprenante | Cotre    | 8      | Lieutenant Robert Benjamin Young (en)     |

### Franco-Espagnols
| Vaisseaux             | Canons | Commandants                                                                              | Pays    | Pertes       | Issue de la bataille                                |
| --------------------- | ------ | ---------------------------------------------------------------------------------------- | ------- | ------------ | --------------------------------------------------- |
| Neptuno               | 80     | Cayetano Valdés y Flores                                                                 | Espagne | 73           | Capturé, repris le 23 octobre puis coulé.           |
| Scipion               | 78     | Charles Berrenger (en)                                                                   | France  |              | Pris le 3 novembre à la bataille du cap Ortegal.    |
| Intrépide             | 78     | Louis-Antoine-Cyprien Infernet                                                           | France  | >320         | Capturé puis coulé par les Britanniques.            |
| Formidable            | 86     | Pierre Dumanoir Le Pelley Jean-Marie Letellier (en)                                      | France  |              | Pris le 3 novembre à la bataille du cap Ortegal.    |
| Duguay-Trouin         | 78     | Claude Touffet (en)                                                                      | France  |              | Pris le 3 novembre à la bataille du cap Ortegal.    |
| Mont-Blanc            | 78     | Guillaume-Jean-Noël Lavillegris (en)                                                     | France  |              | Pris le 3 novembre à la bataille du cap Ortegal.    |
| Rayo                  | 100    | Enrique MacDonnell (en)                                                                  | Espagne | 18           | Fait naufrage le 26 octobre.                        |
| San Francisco de Asís | 74     | Luis de Flores †                                                                         | Espagne | ?            | Fait naufrage le 24 octobre.                        |
| Héros                 | 78     | Jean-Baptiste-Joseph-René Poulain                                                        | France  | 52           | Regagne Cadix.                                      |
| San Agustín           | 74     | Felipe Jado Cajigal †                                                                    | Espagne | 380          | Capturé.                                            |
| Santísima Trinidad    | 136    | Contre-Amiral Baltasar Hidalgo de Cisneros Francisco de Uriarte y Borja †                | Espagne | >300         | Capturé puis fait naufrage le 24 octobre.           |
| Bucentaure            | 86     | Vice-amiral Pierre-Charles-Jean-Baptiste-Silvestre de Villeneuve Jean-Jacques Magendie   | France  | 450          | Capturé, repris le 22 octobre puis fait naufrage.   |
| Redoutable            | 78     | Jean Jacques Etienne Lucas                                                               | France  | 613          | Capturé mais coule le lendemain.                    |
| San Justo             | 74     | Miguel Gastón                                                                            | Espagne | ?            | Regagne Cadix.                                      |
| Neptune               | 86     | Esprit-Tranquille Maistral                                                               | France  | ?            | Regagne Cadix.                                      |
| San Leandro           | 64     | José Quevedo y Cheza                                                                     | Espagne | ?            | Regagne Cadix.                                      |
| Santa Ana             | 112    | Vice-amiral Ignacio Maria de Álava y Sáenz de Navarrete José Ramón de Gardoqui †         | Espagne | 340          | Capturé puis repris le 23 octobre. Regagne Cadix.   |
| Indomptable           | 86     | Jean-Joseph Hubert †                                                                     | France  | >1 000 noyés | Fait naufrage avec les rescapés du Bucentaure.      |
| Fougueux              | 78     | Louis-Alexis Baudouin †                                                                  | France  | >500         | Capturé puis coule.                                 |
| Pluton                | 78     | Julien Marie Cosmao-Kerjulien                                                            | France  | 280          | Regagne Cadix.                                      |
| Monarca               | 74     | Teodoro de Argumosa                                                                      | Espagne | 241          | Capturé.                                            |
| Algésiras             | 78     | Contre-amiral Charles-René Magon † Laurent Tourneur                                      | France  | 219          | Capturé puis repris dans la tempête. Regagne Cadix. |
| Bahama                | 74     | Dionisio Alcalá Galiano †                                                                | Espagne | 141          | Capturé.                                            |
| Aigle                 | 78     | Pierre-Paulin Gourrège †                                                                 | France  | >400         | Capturé puis coulé.                                 |
| Montañés              | 74     | Francisco Alcedo                                                                         | Espagne | 49           | Regagne Cadix.                                      |
| Swiftsure             | 78     | Charles Eusèbe Lhospitalier de la Villemadrin †                                          | France  | >260         | Capturé.                                            |
| Argonaute             | 78     | Jacques Epron-Desjardins                                                                 | France  | 187          | Regagne Cadix.                                      |
| Argonauta             | 80     | Antonio Pareja †                                                                         | Espagne | >300         | Capturé.                                            |
| San Ildefonso         | 74     | José de Vargas                                                                           | Espagne | 165          | Capturé.                                            |
| Achille               | 78     | Louis Gabriel Deniéport †                                                                | France  | 499          | Coulé après explosion.                              |
| Príncipe de Asturias  | 112    | Amiral Federico Carlos Gravina y Nápoli † Contre-amiral Antonio de Escaño Rafael de Hore | Espagne | 163          | Regagne Cadix.                                      |
| Berwick               | 78     | Jean-Gilles Filhol-Camas †                                                               | France  | 250          | Capturé puis coule (200 noyés ?).                   |
| San Juan Nepomuceno   | 74     | Cosme Damián Churruca †                                                                  | Espagne | 274          | Capturé.                                            |

#### Flotte attachée
| Navires     | Classe        | Canons | Commandants                                        | Pays   |
| ----------- | ------------- | ------ | -------------------------------------------------- | ------ |
| Cornélie    | Frégate de 18 | 46     | André-Jules-François de Martineng                  | France |
| Hermione    | Frégate de 18 | 46     | Jean-Michel Mahé (en)                              | France |
| Hortense    | Frégate de 18 | 46     | Louis-Charles-Auguste Delamarre de Lamellerie (en) | France |
| Rhin (en)   | Frégate de 18 | 46     | Michel Chesneau                                    | France |
| Thémis (en) | Frégate de 18 | 46     | Nicolas-Joseph-Pierre Jugan                        | France |
| Argus (en)  | Brick         | 16     | Pierre-Antoine-Toussaint Dumay                     | France |
| Furet (en)  | Brick         | 16     | Yves-Francois Taillard                             | France |